# Karim Essediri
Karim Essediri - em árabe, كريم السديري‎ (29 de Julho de 1979) - é um futebolista tunisiano. Atuou pela seleção na copa de 2006.